# Chu Bách
Chu Bách (chữ Hán: 朱柏; 12 tháng 9 năm 1371 – 18 tháng 5 năm 1399), được biết đến với tước hiệu Tương Hiến vương (湘獻王), là hoàng tử của Minh Thái Tổ Chu Nguyên Chương, hoàng đế đầu tiên của nhà Minh.

## Cuộc đời
Chu Bách sinh năm Hồng Vũ thứ 4 (1371), là hoàng tử thứ 12 của Minh Thái Tổ, mẹ là Hồ Thuận phi (胡順妃), con gái trưởng của Lâm Xuyên hầu Hồ Mỹ. Trong vụ án Hồ Duy Dung, Hồ Mỹ vì cậy có con gái làm phi mà cho con trai và con rể làm càn trong cung cấm nên cả đám đều bị xử tử vào năm Hồng Vũ thứ 17 (1384).
Năm Hồng Vũ thứ 11 (1378), Chu Bách được phong làm Tương vương (湘王), năm thứ 18 (1385) ban cho thái ấp ở phủ Kinh Châu (nay thuộc Hồ Bắc). Khi Thái Tổ chuẩn bị phong vương cho các hoàng tử đã ban cho mỗi người một chiếc thắt lưng bằng ngọc, duy chỉ có Chu Bách là không quay người ra sau để đeo. Thái Tổ ngạc nhiên bèn hỏi lý do, Bách tâu rằng: "Phụ hoàng không phải là lưng!", Thái Tổ rất đắc ý.
Tương vương Chu Bách là người ham học, giỏi thư pháp, hội họa và thơ ca. Ông đã lập "Tĩnh Nguyên các" để chiêu mộ nhân tài cùng biên soạn và luận bàn về sách. Chu Bách thể lực cường tráng, giỏi bắn cung, đấu kiếm và cưỡi ngựa, thường lãnh đạo quân đội tham gia nhiều cuộc viễn chinh dưới thời Thái Tổ. Nhưng dù đi đâu thì ông vẫn luôn mang theo bên mình một chiếc túi đựng sách. Chu Bách cũng say mê Đạo giáo, lấy hiệu là Tử Hư Tử.
Từ khi Thái Tổ băng hà, Chu Bách đau buồn không màng đến thiên hạ. Năm Kiến Văn thứ nhất (1399), Tương vương Chu Bách bị buộc tội mưu phản, làm giả tiền giấy và giết người. Huệ Đế vì vậy lệnh cho Chu Bách vào triều để thẩm tra. Tuy nhiên, triều đình trước đó đã cho binh lính đóng giả thương nhân lên đường đến Kinh Châu, ra lệnh bao vây dinh thự của Chu Bách. Ông nghe tin thì vô cùng sửng sốt, uất hận mà than khóc, rồi tự tay phóng hỏa toàn bộ vương phủ, thiêu sống các phi tần. Chu Bách cưỡi ngựa trắng, tay cầm cung tên, nhảy vào biển lửa tự sát.
Minh Huệ Đế cho Tương vương Chu Bách là người không phải đạo, lại không con thừa tự nên cho thụy là Liệt (戾), nghĩa là "ngang trái". Vào những năm đầu của Vĩnh Lạc, Chu Đệ vì thương em vô tội mà phải chết nên cho khôi phục tước vị của Chu Bách, cải thụy thành Hiến (獻), cho làm một tấm bia trong lăng mộ của ông.

## Gia quyến
Tương Vương phi Ngô thị (吳氏), chánh thất của Tương vương Chu Bách, là con gái của Tĩnh Hải hầu Ngô Trinh. Ngô Vương phi sinh được 2 con gái nhưng đều chết yểu.